# Leo John Steck
Leo John Steck (ur. 30 sierpnia 1898 w St. Louis, Missouri, zm. 19 czerwca 1950) – amerykański duchowny katolicki, biskup pomocniczy Salt Lake City w latach 1948-1950.

## Życiorys
Święcenia kapłańskie otrzymał 8 czerwca 1924 i inkardynowany został do archidiecezji St. Louis. Był proboszczem parafii św. Gabriela w rodzinnym mieście.
18 marca 1948 papież Pius XII mianował go biskupem pomocniczym Salt Lake City ze stolicą tytularną Ilium. Sakrę otrzymał z rąk ówczesnego metropolity St. Louis Josepha Rittera. Zmarł przedwcześnie dwa lata po konsekracji.